# Rock 'til You Drop
Rock 'til You Drop es el vigésimo álbum de estudio de la banda británica de rock Status Quo, publicado en 1991 por Vertigo Records. Con este trabajo retornaron a su clásico boogie rock, que dejaron atrás en Perfect Remedy, que les permitió obtener buenos puestos en las listas de popularidad y buenas críticas de parte de la prensa especializada.
El disco incluye algunas de sus antiguas canciones, las que fueron regradas con la tecnología de aquel tiempo, por ejemplo «Forty Five Hundred Times» de Hello! de 1973 y «Can't Give You More» de Rockin' All Over the World de 1977. Además incluyeron los covers «Let's Work Together» de Canned Heat y «Bring It On Home» de Sam Cooke.
Al momento de su lanzamiento alcanzó el décimo lugar en el conteo inglés, donde permaneció 7 semanas en total, más que sus dos anteriores álbumes de estudio. Aun así y a diferencia de sus predecesores, sus ventas no son suficientes en ser certificado con algún premio en el Reino Unido. Por otro lado y para promocionarlo, se publicaron dos canciones como sencillos; «Can't Give You More» en el mismo año y que logró el puesto 37 en los UK Singles Chart, y «Rock 'til You Drop» lanzado en 1992, que alcanzó la posición 38 en la misma lista.

## Lista de canciones
| Versión long play |                          |                       |          |  |
| N.º               | Título                   | Escritor(es)          | Duración |  |
| 1.                | «Like a Zombie»          | Rossi, Bernie Frost   | 5:03     |  |
| 2.                | «All We Really Wanna Do» | Rossi, Frost          | 3:47     |  |
| 3.                | «Fakin' the Blues»       | Rossi, Frost          | 4:29     |  |
| 4.                | «One Man Band»           | Parfitt, Pip Williams | 4:31     |  |
| 5.                | «Rock 'til You Drop»     | Bown                  | 3:21     |  |
| 6.                | «Can't Give You More»    | Rossi, Bob Young      | 4:27     |  |
| 7.                | «Warning Shot»           | Bown, Edwards         | 3:58     |  |
| 8.                | «Let's Work Together»    | Wilbert Harrison      | 3:41     |  |
| 9.                | «Bring It On Me»         | Sam Cooke             | 3:10     |  |
| 10.               | «No Problems»            | Rossi, Parfitt        | 4:51     |  |

| Pistas adicionales en el disco compacto |                                                |                                     |          |  |
| N.º                                     | Título                                         | Escritor(es)                        | Duración |  |
| 11.                                     | «Good sign»                                    | Parfitt, Williams                   | 4:15     |  |
| 12.                                     | «Tommy»                                        | Francis, Frost                      | 3:50     |  |
| 13.                                     | «Nothing Comes Easy»                           | Rossi, Parfitt, Bown, Edwards, Rich | 5:46     |  |
| 14.                                     | «Fame or Money»                                | Rossi, Bown                         | 4:06     |  |
| 15.                                     | «The Price of Love» (cover de Everly Brothers) | Don Everly, Phil Everly             | 3:39     |  |
| 16.                                     | «Forty Five Hundred Times»                     | Rossi, Parfitt                      | 12:56    |  |

## Músicos
- Francis Rossi: voz y guitarra líder
- Rick Parfitt: voz y guitarra rítmica
- John Edwards: bajo
- Jeff Rich: batería
- Andy Bown: teclados